# 錦田南
錦田南新發展區（英語： New Development Area），位於元朗區錦田，範圍南至八鄉車廠，西至3號幹線郊野公園段，東至錦上路，北至錦上路站一帶。政府於2012年初步建議在錦上路站至八鄉車廠以北一帶約100公頃土地，興建公營房屋和上蓋物業，提供合共約15，000個住宅單位，以應付香港中長期住屋發展目標，及加快公屋輪候時間。

錦田南1號地盤公屋
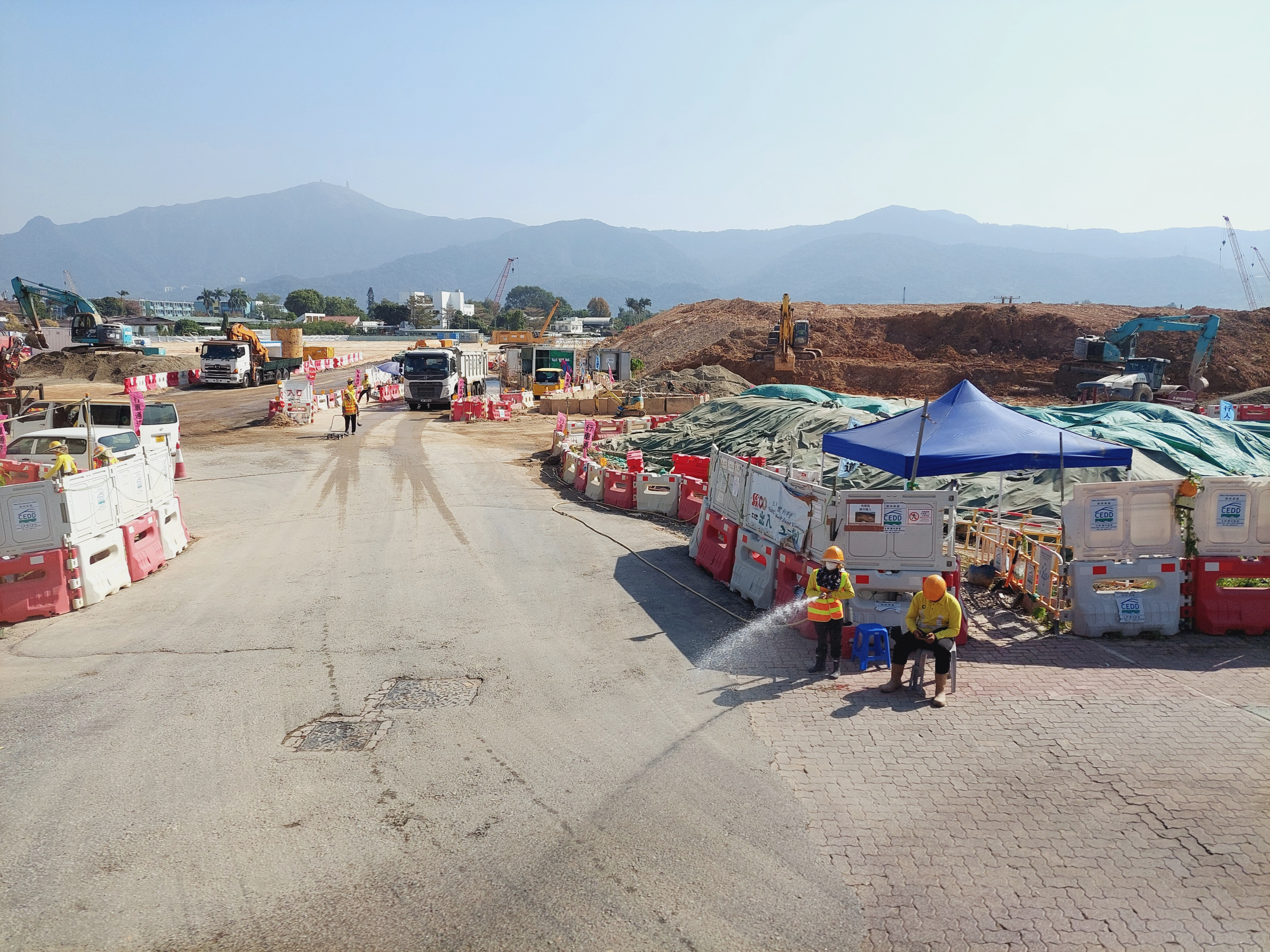
錦田南4A號地盤公屋
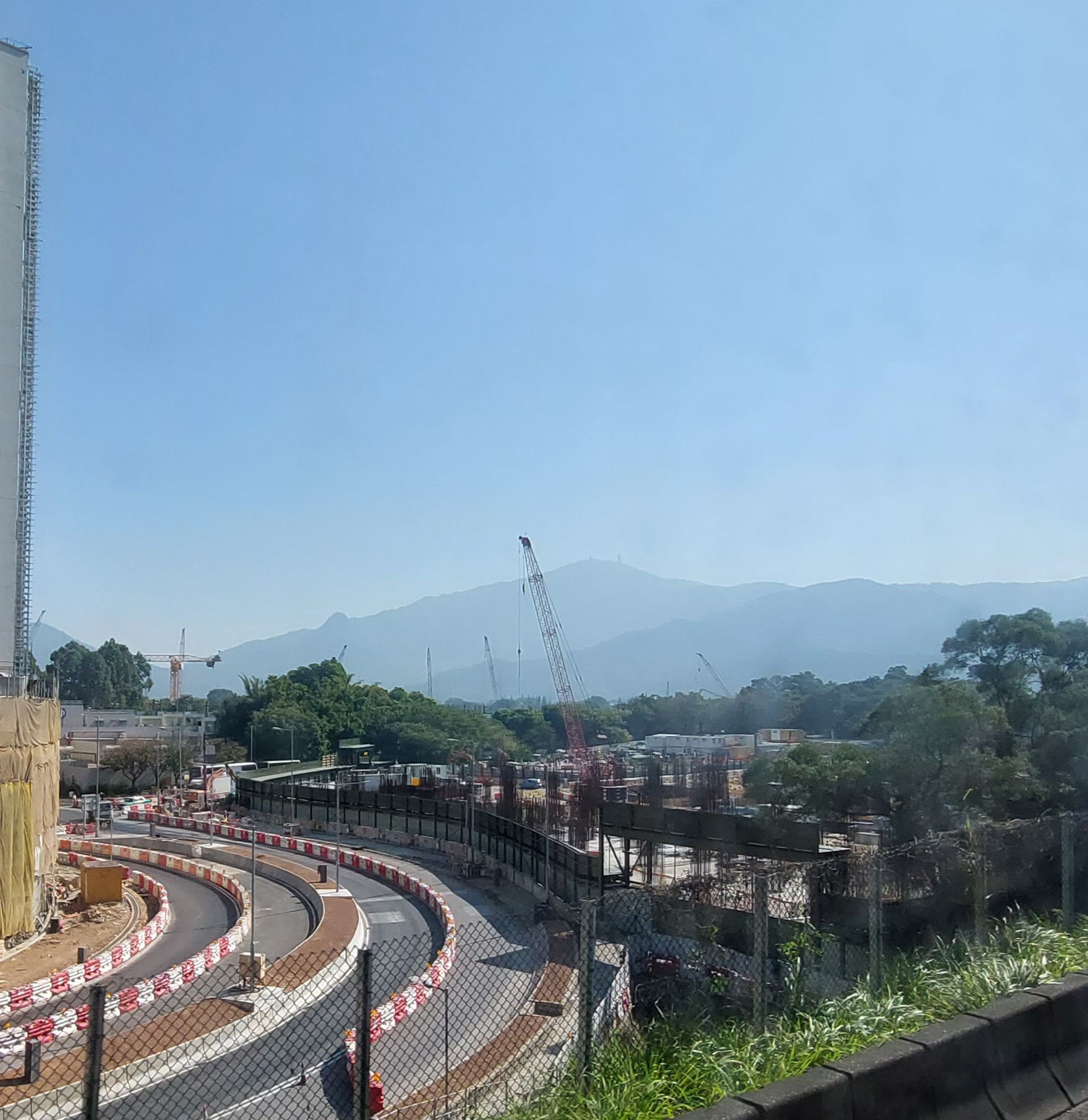
錦田南6號地盤公屋

現時，區內一帶主要道路有錦田公路、錦上路、東滙路、錦河路、錦田繞道、3號幹線等連接。錦上路站位於錦田南，為屯馬綫一個中途站。計劃中的北環綫會以該站為總站，可通往落馬洲、新界東北等地。